# Copa Mundial de Clubes de la FIFA 2029
La Copa Mundial de Clubes de la FIFA 2029 será la vigésima segunda edición de la competición internacional de fútbol de clubes organizada por la FIFA. Está previsto que sea la 2.ª en un formato ampliado con 32 equipos.
El Chelsea FC de Inglaterra, es el vigente campeón de la renovada edición del torneo máximo a nivel de clubes del mundo en 2025, tras ganarle al Paris Saint-Germain 3-0.

## Candidaturas
- Australia (o como una candidatura combinada con  Nueva Zelanda): Después de una Copa Mundial Femenina de Fútbol de 2023 de gran éxito, el presidente de Football Australia, James Johnson, declaró que, para continuar el impulso después del torneo, Australia se presentaría tanto para la Copa Asiática femenina de la AFC de 2026 (para la cual su candidatura fue exitosa)[1] como para la Copa Mundial de Clubes de la FIFA.

- Brasil: La CBF ha expresado formalmente su interés en albergar el torneo. El 20 de junio de 2025, el presidente de la organización, Samir Xaud, comunicó la intención al presidente de la FIFA, Gianni Infantino, quien se mostró receptivo a la idea. La candidatura se basaría en la infraestructura utilizada en eventos anteriores de la FIFA, como la Copa Mundial de Fútbol de 2014 y la Copa Mundial Femenina de Fútbol de 2027.[2]

- Catar: Catar ha expresado interés en albergar la Copa Mundial de Clubes de la FIFA 2029. La propuesta implica realizar el torneo en invierno para evitar el calor del verano, utilizando la infraestructura existente del Copa Mundial de Fútbol de 2022. Este calendario potencial podría enfrentar la oposición de las ligas europeas debido a la interrupción de sus temporadas nacionales.[3]

- España,  Portugal y  Marruecos: Después de una reunión en Lisboa entre las tres naciones, el presidente de la federación de Marruecos, Fouzi Lekjaa, dijo en una entrevista que los tres países albergarían la Copa Mundial de Clubes de la FIFA 2029 como evento de preparación para la Copa Mundial de Fútbol de 2030. Originalmente, Marruecos había querido albergar el evento por sí solo.[4]

- Estados Unidos: En diciembre de 2024, se informó que la FIFA estaba considerando otorgar a Estados Unidos su segunda Copa Mundial de Clubes con la esperanza de conseguir patrocinadores estadounidenses y permitir que las ligas continuaran con sus esfuerzos de marketing en el país.

## Formato
Por el momento, el formato de la competición es el mismo que la temporada anterior.
- Una fase de grupos conformado por 32 equipos de 8 grupos, en la que cada club juega contra tres rivales diferentes. Los equipos se dividen en cuatro bombos de 8 equipos. Cada equipo se enfrenta (en un solo partido). Los dos mejores de cada grupo se clasifican directo para los octavos de final, mientras que los dos peores de cada grupo son eliminados.
- Una fase final dividida en octavos de final, cuartos de final, semifinal y final.

## Asignación de cupos
Por el momento, la asignación de plazas para el torneo de 2029 será la misma que se utilizó en el torneo de 2025. La UEFA obtuvo la mayor cantidad de plazas con 12, mientras que la CONMEBOL obtuvo la segunda mayor cantidad con 6. La AFC, la CAF y la CONCACAF recibieron 4 plazas, mientras que la OFC y la asociación anfitriona recibieron una plaza cada una. El 14 de marzo de 2023, el Consejo de la FIFA aprobó los principios clave de la lista de acceso al torneo. Los principios son los siguientes, considerando las competiciones finalizadas durante un período de cuatro años desde 2025 hasta 2028:
- CONMEBOL y UEFA (más de 4 plazas): acceso para los ganadores de la principal competición de clubes de la confederación entre 2025 y 2028, con equipos adicionales que se determinarán mediante una clasificación de clubes del período de cuatro años.
- AFC, CAF y CONCACAF (4 plazas cada una): acceso para los ganadores de la máxima competición de clubes de la confederación entre 2025 y 2028.
- OFC (1 plaza): acceso para el club mejor clasificado entre los ganadores de la máxima competición de clubes de la confederación entre 2025 y 2028.
- País anfitrión (1 plaza): se determinará más adelante.

Si un club gana dos o más temporadas de la principal competición de clubes de su confederación, los equipos adicionales se determinarán mediante una clasificación de clubes durante el período de cuatro años. Además, se aplicará una restricción de dos clubes por asociación, con la excepción de los clubes campeones si más de dos clubes de la misma asociación ganan la máxima competición de clubes de su confederación. El método de cálculo para la clasificación de clubes de cuatro años dentro de cada confederación se basa en el desempeño de los equipos en sus respectivos torneos continentales durante las temporadas completadas entre 2025 y 2028.
El método es el siguiente:
- 3 puntos por una victoria
- 1 punto por empate
- 3 puntos por avanzar con éxito a cada nueva etapa de la competición

## Equipos participantes
Según la lista de acceso, los equipos que se han clasificado para el torneo serían los siguientes. En cursiva los equipos debutantes:
| Confederación                         | Equipo                                                                                  | Vía de clasificación |
| ------------------------------------- | --------------------------------------------------------------------------------------- | --- |
| África 4 cupos                        | Pyramids                                                                                | Campeón de la Liga de Campeones de la CAF (2024-25) Campeón de la Liga de Campeones de la CAF (2025-26) Campeón de la Liga de Campeones de la CAF (2026-27) Campeón de la Liga de Campeones de la CAF (2027-28) |
| Sudamérica 6 cupos                    | Bandera de ? · Bandera de ? · Bandera de ? · Bandera de ? · Bandera de ? · Bandera de ? | Campeón de la Copa Conmebol Libertadores (2025) Campeón de la Copa Conmebol Libertadores (2026) Campeón de la Copa Conmebol Libertadores (2027) Campeón de la Copa Conmebol Libertadores (2028) 1.er equipo no campeón mejor ubicado del Ranking Conmebol 2025-2028 2.º equipo no campeón mejor ubicado del Ranking Conmebol 2025-2028 |
| Asia 4 cupos                          | Al-Ahli                                                                                 | Campeón de la Liga de Campeones de la AFC (2024-25) Campeón de la Liga de Campeones de la AFC (2025-26) Campeón de la Liga de Campeones de la AFC (2026-27) Campeón de la Liga de Campeones de la AFC (2027-28) |
| Europa 12 cupos                       | Paris Saint-Germain                                                                     | Campeón de la Liga de Campeones de la UEFA (2024-25) Campeón de la Liga de Campeones de la UEFA (2025-26) Campeón de la Liga de Campeones de la UEFA (2026-27) Campeón de la Liga de Campeones de la UEFA (2027-28) 1.er equipo no campeón mejor ubicado del Ranking UEFA 2025-2028 2.º equipo no campeón mejor ubicado del Ranking UEFA 2025-2028 3.º equipo no campeón mejor ubicado del Ranking UEFA 2025-2028 4.º equipo no campeón mejor ubicado del Ranking UEFA 2025-2028 5.º equipo no campeón mejor ubicado del Ranking UEFA 2025-2028 6.º equipo no campeón mejor ubicado del Ranking UEFA 2025-2028 7.º equipo no campeón mejor ubicado del Ranking UEFA 2025-2028 8.º equipo no campeón mejor ubicado del Ranking UEFA 2025-2028 |
| Norte, Centroamérica y Caribe 4 cupos | Cruz Azul                                                                               | Campeón de la Copa de Campeones de la Concacaf (2025) Campeón de la Copa de Campeones de la Concacaf (2026) Campeón de la Copa de Campeones de la Concacaf (2027) Campeón de la Copa de Campeones de la Concacaf (2028) |
| Oceanía 1 cupo                        | Bandera de ?                                                                            | Campeón de la Liga de Campeones de la OFC mejor ubicado del Ranking OFC 2025-2028 |
| Por definir País anfitrión            | Bandera de ?                                                                            | Por definir |